# John Hine
John Franklin Meldon Hine (ur. 26 lipca 1938 w Royal Tunbridge Wells, zm. 16 listopada 2024 w Staplehurst) – brytyjski duchowny rzymskokatolicki, biskup pomocniczy Southwark w latach 2001-2016.

## Życiorys
Święcenia kapłańskie przyjął 28 października 1962 w archidiecezji Southwark. Był m.in. wikariuszem generalnym archidiecezji i kanclerzem miejscowej kurii (1986-2001).
26 stycznia 2001 papież Jan Paweł II mianował go biskupem pomocniczym archidiecezji ze stolicą tytularną Beverlacum. Sakry udzielił mu 27 lutego 2001 Michael Bowen, ówczesny arcybiskup metropolita Southwark.
7 maja 2016 przeszedł na emeryturę.